# Pennsylvania Company for insurances on lives and granting annuities

Opuscolo della Pennsylvania Company for insurances on lives and granting annuities, 1814
(Fondazione Mansutti, Milano).

La Pennsylvania Company for insurances on lives and granting annuities è stata una compagnia di assicurazione statunitense, con sede a Philadelphia.
Iniziò l'attività nel 1812, come prima compagnia di assicurazione sulla vita su basi scientifiche negli Stati Uniti. Le difficoltà del settore impedirono la competizione di altre società durante il XIX secolo, anche per il divieto di operare alle compagnie straniere. I calcoli per le tariffe applicate si basavano sui calcoli di Jacob Shoemaker, considerato il primo attuario nel paese. La compagnia aveva un capitale sociale di mezzo milione di dollari, aumentabile a garanzia dei soci e degli assicurati. Nel 1929 si fuse con la Bank of North America.